# Јоанис Иконому
Јоанис Иконому (грч. Ιωαννης Οικονομου) грчки је преводилац који од 2002. године ради за Европску комисију у Бриселу. Сматра се значајним савременим примером полиглоте јер говори 32 жива језика, укључујући грчки, енглески, немачки, италијански, шпански, француски, фински, дански, руски, хебрејски, арапски, мандарински и бенгалски, а наводно укупно чак 47 језика, укључујући мртве језике, попут старословенског. Он говори 21 од 24 службена језика Европске уније.

## Образовање
Студирао је лингвистику на Солунском Универзитету, након чега је завршио мастер студије на смеру блискоисточних језика и култура на Универзитету Колумбија у Сједињеним Америчким Државама. На крају је бранио и докторат из Индоевропских лингвистичких студија на Универзитету Харвард.